# Terre de feu (film)
Pour les articles homonymes, voir Terre de Feu (homonymie).
Pour plus de détails, voir Fiche technique et Distribution.
Terre de feu, en italien Terra di fuoco, est un film franco-italien réalisé en 1938 par Giorgio Ferroni et  Marcel L'Herbier, sorti en Italie en 1939 et en France en 1942.
Les versions françaises et italiennes du film ont été tournées simultanément par Giorgio Ferroni et Marcel L'Herbier, avec les mêmes interprètes.

## Synopsis
Aldo, chanteur d'opéra, est condamné au bagne après avoir commis un crime passionnel. Libéré pour sa bonne conduite, il retrouvera ses proches et la scène.

## Fiche technique
- Titre français : Terre de feu
- Titre italien : Terra di fuoco
- Réalisateur : Giorgio Ferroni et Marcel L'Herbier
- Scénario : Jean George Auriol, Jean Sarment, d'après Gian Battista Angioletti
- Dialogues : Jean Sarment
- Photographie : Robert Lefebvre
- Musique : Umberto Mancini, Jules Massenet
- Décors : Guido Fiorini
- Montage : Suzanne Vial, Jacques Manuel
- Société de production : Films Giulio Manenti
- Pays de production :  Royaume d'Italie /  France
- Langues : Italien, Français
- Genre : Film dramatique
- Durée : 85 minutes
- Dates de sortie : 
  - Royaume d'Italie : 9 février 1939
  - Pays-Bas : 23 février 1940
  - Finlande : 24 mars 1940
  - France : 2 octobre 1942

## Distribution
- Tito Schipa : Aldo
- Mireille Balin : Georgette
- Jean Servais : Maxime
- Marie Glory : Hélène
- Louise Carletti : Renata
- André Burgère : l'avocat
- Jean Heuzé : le directeur de l'Opéra
- Jean Joffre : l'aumônier
- André Lefaur : Panival